# Kate Campbell Hurd-Mead
Kate Campbell Hurd-Mead (6. dubna 1867 Danville – 1. ledna 1941 Haddam) byla americká průkopnice feminismu a lékařka se zaměřením na porodnictví, která prosazovala roli žen v medicíně.

## Životopis

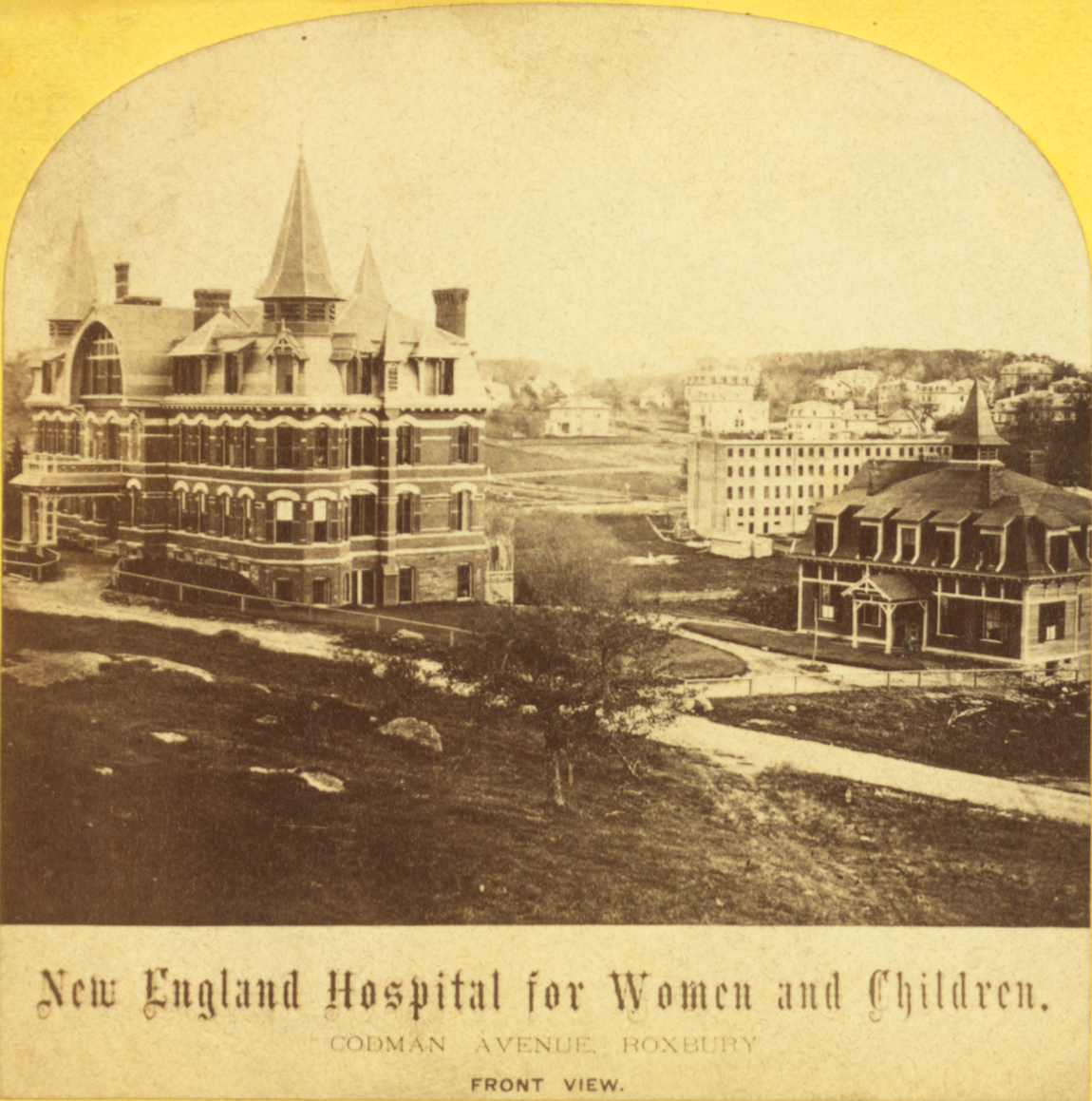
New England hospital for woman and children (Novoanglická nemocnice pro ženy a děti)

Narodila se jako nejstarší ze tří dětí v rodině praktikujícího lékaře Edwarda Paysona Hurda a Sarah Elizabeth Hurd (rozené Campbell). V roce 1870 se rodina přestěhovala do Newburyportu v Massachusetts, kde Kate navštěvovala obecní školu. Rozhodla se, že bude studovat medicínu kvůli respektu k povolání jejího otce, ale také kvůli radě velmi respektované lékařky Dr. Mary Putnam Jacobi. V roce 1885 začala studovat na Ženské lékařské fakultě v Pensylvánii, kde promovala v roce 1888 a získala titul M.D. Poté začala jako absolventka pracovat v nemocnici New England hospital for woman and children (Novoanglická nemocnice pro ženy a děti) v Bostonu, kde studovala s Dr. Marií Zakrzewskou. Po dosažení doktorátu pracovala v Paříži, Stockholmu a v Londýně.
Když se v roce 1890 vrátila do Ameriky, stala se vrchní lékařkou ve dívčí škole Bryn Mawr School v Baltimoru, kde zavedla inovativní program pro zdravotní prevenci, která zahrnovala tělesnou výchovu a pravidelné lékařské prohlídky. S Dr. Alice Hall, založily Večerní ošetřovnu pro pracující ženy a dívky, což byla první instituce v Baltimoru, která zaměstnávala lékařky. Byla také silnou zastánkyní tehdy nové hygieny v mateřství a dobrých životních podmínek kojenců.
V roce 1893 se provdala za Williama Edwarda Meada, který byl profesor rané angličtiny na Wesleyan University. Spolu se přestěhovali do Middletown v Connecticutu, aby byli blízko univerzitě.
Kate Campbell Hurd-Mead byla jednou ze zakladatelů nemocnice Middlesex County Hospital v Connecticutu, kde také pracovala jako konzultantka a gynekoložka od roku 1907 až do svého odchodu na odpočinek v roce 1925. Také pomohla založit organizaci zdravotních sester Middletown District Nurses Association (1900), byla více prezidentkou Státní lékařské společnosti v Connecticutu (1913–1914), prezidentkou Americké ženské lékařské společnosti a pořadatelkou Ženské lékařské mezinárodní asociace (1919).
Na setkání Historického klubu Johna Hopkinse v roce 1890 se začala zajímat o historii lékařek. V roce 1933 po rozsáhlém výzkumu publikovala knihu Medical Women of America (1933) a v roce 1938 publikovala první komplexní historii žen v medicíně A History of Women in Medicine: From the Earliest of Times to the Beginning of the Nineteenth Century (Historie žen v medicíně: Od počátků věků až po začátek 19. století). Také byla silně přesvědčena o existenci Trotuly, sicilské lékařky ze středověku, proti čemuž někteří historikové zkoušeli argumentovat, že se nejedná o osobu, nýbrž o jméno souboru textů. Hurd-Mead je také odpovědná za stvoření mýtu o Matce nebo Paní Hutton a Williamu Witheringovi. Tato část v její knize není podložená a zdá se, že byla převzata z reklamního textu Parka Davise z roku 1928, aniž by byla důkladně zkontrolována – byla to lež. Žádná taková osoba neexistovala, ale mnozí tuto informaci převzali a přibarvili podle svého. Na výmysl, kterým byla Paní Hutton, upozornil a zpochybnil J. Worth-Estes, Denis Krikler a další.
Kate Campbell Hurd-Mead zemřela ve věku 73 let. Ona i její domovník, kterému se snažila pomoci, zahynuli při lesním požáru, který vypukl v blízkosti jejího bydliště.

## Publikace
- Medical Women of America (1933)
- A History of Women in Medicine: From the Earliest of Times to the Beginning of the Nineteenth Century (1938)